# Rosa odorata
Rosa odorata är en rosväxtart som först beskrevs av Henry Charles Andrews, och fick sitt nu gällande namn av Robert Sweet. Rosa odorata ingår i släktet rosor, och familjen rosväxter. Den är ursprunget till de framodlade arterna inom terosgruppen.

## Underarter
Arten delas in i följande underarter:
- R. o. erubescens
- R. o. gigantea
- R. o. pseudindica